# NK Čelić
NK Čelić je bosanskohercegovački nogometni klub iz Čelića.

## Povijest
Prvi nogometni klub u Čeliću je osnovan 1931. godine kao ČOŠK (Čelićki omladinski športski klub). Nakon drugog svjetskog rata klub obnavlja rad pod imenom NK Budućnost, a zatim nosi ime Zora i Mladost. Sredinom 1980-ih tadašnja NK Mladost je igrala u Republičkoj ligi BiH. Tijekom rata u BiH formirana je ekipa NK Mladost `92 koja se 1998. plasirala u Drugu ligu FBiH – Sjever.
Pod imenom NK Fruti Čelić klub nastupa u uvodne tri sezone Prve lige FBiH. U sezoni 2000./01. osvajaju 6. mjesto, zatim u sljedećoj sezoni zauzimaju 8. mjesto, a u sezoni 2002./03. ispadaju iz Prve lige. U sezoni 2014./15. osvajaju prvo mjesto u 2. županijskoj ligi TŽ – Sjever, a u sezoni 2017./18. osvajaju i 1. županijsku ligu TŽ. Nakon dvije sezone Druge lige BiH, ispadaju u 1. , a potom i u 2. županijsku ligu TŽ. U sezoni 2023./24. ponovno osvajaju naslov prvaka 2. županijske lige.